# Play & Rec
Play & Rec è il quattordicesimo album in studio del cantautore italiano Franco Ricciardi, pubblicato nel 2005.

## Tracce
1. Dentro il letto
2. Sienteme
3. Giulia
4. Sento
5. Mai mai mai
6. Lontano
7. Tu sì a vita mia - (con Ida Rendano)
8. Come puoi
9. Che palle la TV
10. Nun te scurdà